# 佐久間信喜
佐久間 信喜（さくま のぶよし）は、江戸時代後期の旗本。
享保20年（1735年）12月2日、わずか3歳で養父・佐久間信秋から家督（1300石）を継いだ。寛延2年（1749年）5月9日、西城御小姓組に列せられた。鷹狩に随従し、鳥を射落としたことにより時服金を賜った。宝暦2年（1752年）11月21日から同5年（1755年）12月28日まで、進物役を勤めた。
宝暦9年（1759年）5月11日、西城御書院番の番士となり、安永5年（1776年）9月30日に辞するまで勤めた。
寛政元年（1789年）9月20日、死去。享年57。